# Robert Hołyst
Robert Piotr Hołyst (ur. 1963) – polski fizyk i nauczyciel akademicki, profesor nauk chemicznych w Instytucie Chemii Fizycznej Polskiej Akademii Nauk. , specjalizujący się w zakresie termodynamiki i fizyki statystycznej, fizykochemii miękkiej materii oraz reakcjach biochemicznych zachodzących w żywych komórkach.

## Życiorys
Ukończył studia fizyki teoretycznej w 1986 na Uniwersytecie Warszawskim. Obronił pracę doktorską w 1989. 29 marca 1993 habilitował się na podstawie rozprawy zatytułowanej Struktura cienkich błon smektycznych. Od 16 lutego 1998 profesor nauk chemicznych, zatrudniony na stanowisku profesora zwyczajnego w Instytucie Chemii Fizycznej Polskiej Akademii Nauk oraz, do roku 2011, w Katedrze Chemii Wydziału Matematycznego i Przyrodniczego Uniwersytetu Kardynała Stefana Wyszyńskiego. Współzałożyciel Szkoły Nauk Ścisłych (1994), w której pełnił funkcję prorektora w latach 1994-1996 – obecnie placówka ta jest częścią Wydziału Matematyczno Przyrodniczego Uniwersytetu Kardynała Stefana Wyszyńskiego.
W latach 2011–2015 był dyrektorem Instytutu Chemii Fizycznej Polskiej Akademii Nauk, który zreformował, wprowadzając płaską strukturę zarządzania, opartą na grupach badawczych i pełnej swobodzie działania młodych liderów.
Jest współautorem 300 publikacji, cytowanych 8500 razy (h=50 wg Google Scholar), trzech podręczników termodynamiki (w tym Springer-Verlag 2012) i 45  wynalazków. Współpracował z firmami Unilever, Samsung i Mitsui Chemicals. Współzakładał trzy start-upy (w tym Scope Fluidics (2010) i Curiosity Diagnostics (2012)). Był promotorem ponad 30 doktoratów i opiekunem 30 staży podoktorskich. Wygłaszał wykłady w renomowanych ośrodkach akademickich, w tym na Harvardzie, w Broad Institute of Harvard and MIT, Yale, Princeton, MIT, Oksfordzie, Cambridge, Ecole Normale, w Instytutach Maxa Plancka, a także w Chinach, Japonii, Rosji, Korei Południowej, Kanadzie. Pomysłodawca konkursów naukowych "Złoty Medal Chemii" i "Dream Chemistry Award".
W 2004 został odznaczony Złotym Krzyżem Zasługi.

## Tematyka badawcza
Prowadzi badania na styku fizyki statystycznej, chemii materiałowej i biologii komórki. Odkrył zasadę rządzącą dyfuzją we wnętrzu żywych komórek i w płynach złożonych, uogólnił wzór Einsteina na współczynnik dyfuzji (wspólnie z Karolem Makuchem i Tomaszem Kalwarczykiem), stworzył opis stanów nierównowagowych w ramach globalnej termodynamiki (wspólnie z Karolem Makuchem), podał (wspólnie z Markiem Litniewskim) wzory na szybkość parowania cieczy, wykazując niepoprawność wzorów Hertza-Knudsena i Maxwella. Opisał wspólnie z Olgierdem Cybulskim podział przestrzeni na podstawie wartości własnych Laplasjanu. Wraz z Wojciechem Góździem odkrył nowe periodyczne powierzchnie minimalne o wysokim genusie.

## Życie prywatne
Syn Brunona.